# Premières colonies d'Amérique
Les premières colonies anglaises d'Amérique sont les États-Unis, c'est-à-dire pour l'époque : la Géorgie, la Caroline du Sud, la Caroline du Nord, la Virginie, le Maryland, le Delaware, la Pennsylvanie, le New Jersey, l'État de New York, le Connecticut, le Rhode Island, le New Hampshire et le Massachusetts.